# Плодоріжка рідкоквіткова
Плодорі́жка рідкоквітко́ва (Anacamptis laxiflora) — багаторічна рослина родини зозулинцевих, відома також під застарілою назвою зозулине́ць рідкоквітко́вий. Вид занесений до Червоної книги України у статусі «Вразливий». Малопоширена декоративна та лікарська культура.

## Опис

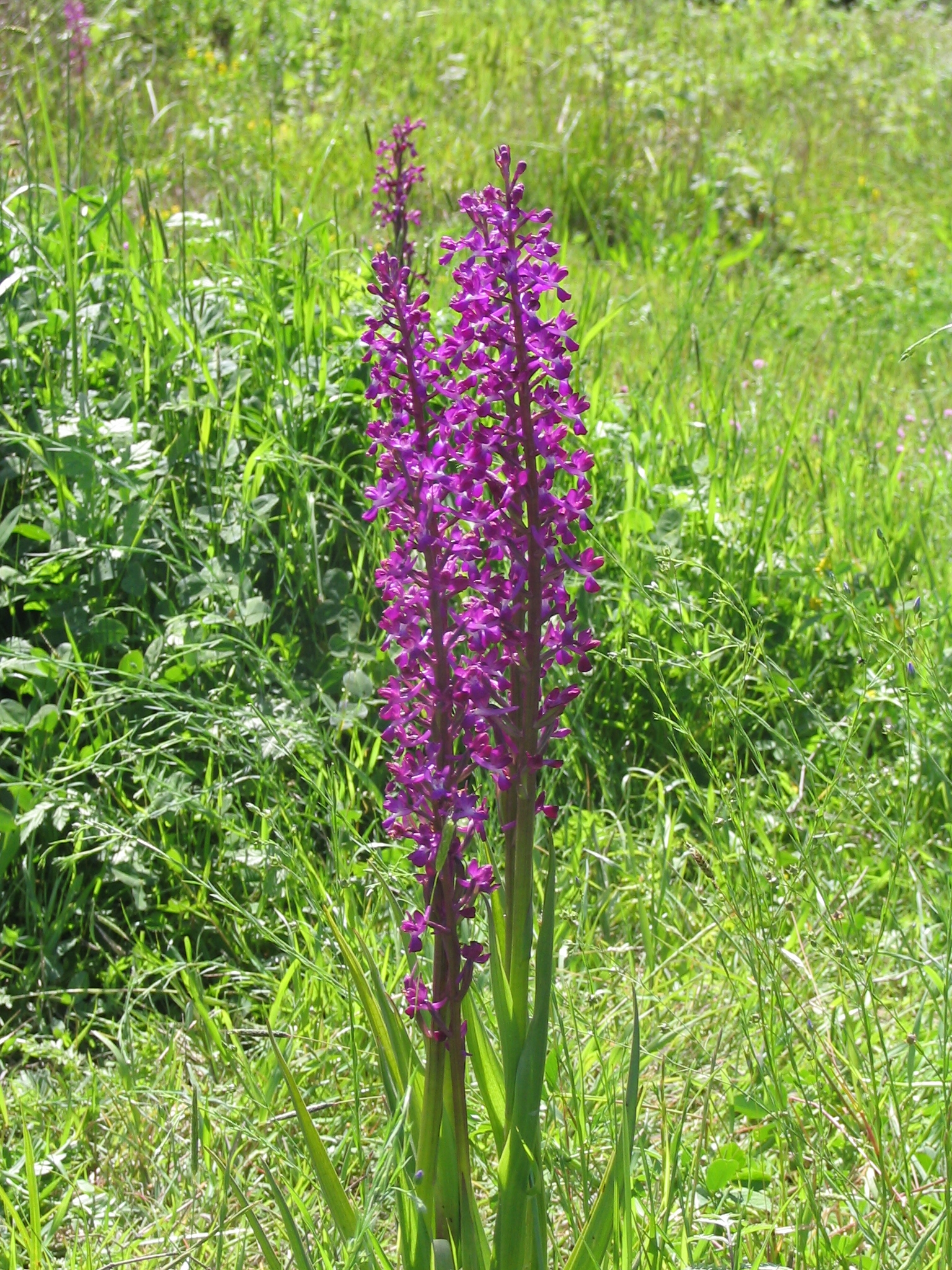
Нетипово багатоквіткове суцвіття

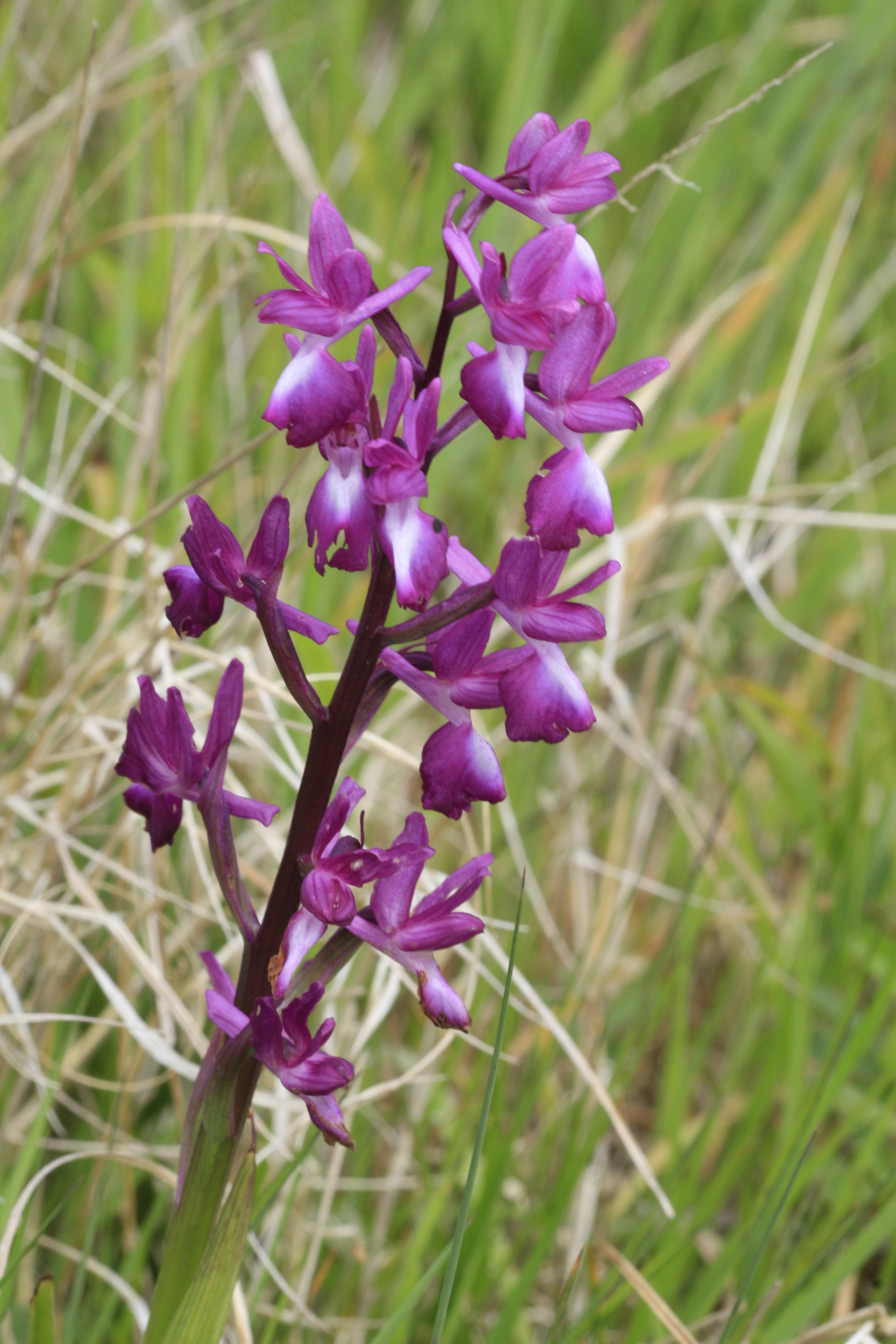
Вигляд квіток зблизька

Трав'яниста рослина 15-80 см заввишки, геофіт. Бульби яйцеподібні або довгастояйцеподібні, парні. Стебло прямостояче, знизу темно-зелене, зверху темно-пурпурове, улиснене 3-8 стеблеосяжними, спрямованими вгору, лінійно-ланцетними листками із загостреними верхівками.
Суцвіття — колос, що складається з 5-22 (зазвичай до 10) квіток. Квіти у суцвітті розташовані на відстані одна від одної, через що ця орхідея й отримала свою видову назву. Приквітки завдовжки дорівнюють зав'язі, вони ланцетні, зелені з пурпуровим відтінком. Чашолистки видовжені, пурпурово-фіолетові. Квітки великі, пурпурові або фіолетові із світло-рожевою, майже білою смужкою посередині губи. Губа широко оберненояйцеподібна, звужена до основи, дволопатева. Пиляки фіолетові, натомість полінії зеленкуваті.
Плід — коробочка.
Число хромосом 2n = 36.

## Екологія
Рослина світло- та вологолюбна, віддає перевагу лужним і плодючим ґрунтам. Зростає на вологих та заболочених луках, вологих піщаних дюнах, узліссях, галявинах, уздовж канав, у лісостепових районах України росте по краях боліт, на Кримському півострові — у зволожених улоговинах. У горах підіймається до висоти 1350 м над рівнем моря.
Розмножується насінням, виду властивий складний цикл розвитку. Цвітіння відбувається у південній частині ареалу в березні-квітні, в північних областях, в тому числі й на теренах України, — у травні-липні. Квіти запилюються джмелями та ксилокопами. Плодоносить у липні-серпні. В природі плодоріжка рідкоквіткова запилюється плодоріжкою салеповою, утворюючи новий гібридний вид Orchis × alata. Значно рідше ця рослина утворює гібриди із плодоріжкою болотною.

## Поширення
Плодоріжка рідкоквіткова належить до європейсько-середземноморських рослин. Її ареал доволі широкий: на південному заході його межа пролягає через Алгарве — історичний регіон Португалії; далі простягається на північ через Францію до південної частини Швеції; східна межа ареалу перетинає Україну і далі простягається до Кавказьких гір, Малої Азії, Ірану та Центральної Азії; на півдні межі поширення цієї рослини обмежуються узбережжям Середземного моря, включно із італійськими островами. Слід зазначити, що західна межа ареалу не надто чітко окреслена. Так, у минулому плодоріжка рідкоквіткова зростала у французькій провінції Іль-де-Франс, проте зараз вид в цьому регіоні майже щез. Плодоріжка рідкоквіткова не знайдена на теренах Великої Британії, але відомо про її зростання на Нормандських островах.
В межах України цей вид поширений у Карпатах і Закарпатті, окремі осередки знайдені у степовій та лісостеповій зонах і в Криму. Українські популяції нечисленні, до того ж поступово зникають. Природне відтворення цієї орхідеї в межах України незадовільне.

## Значення і статус виду
Головну загрозу для цього виду становить перетворення біотопів, зокрема, через осушення. Також сильний вплив спричинює безпосереднє винищення рослин під час випасання худоби, сінокосу, збирання квітів для букетів та бульб для лікарських потреб. З метою збереження виду його занесено до Вашингтонської конвенції (CITES), Червоної книги України, охоронних списків французьких провінцій Шампань-Арденни (з 1988 року), Рона-Альпи (з 1990), Франш-Конте (з 1992), Прованс — Альпи — Лазурний Берег (з 1994).
В Україні дієвими засобами охорони було б створення заказників у лісостепових осередках, оскільки станом на 2016 рік плодоріжка рідкоквіткова охороняється лише у Чорноморському біосферному заповіднику та Ужанському національному природному парку. В ботанічних садах вид культивується рідко, оскільки декоративні якості його посередні. Бульби рідкоквіткової плодоріжки, які в минулому використовували для виробництва салепу, через рідкісність виду зараз втратили своє сировинне значення.

## Синоніми
| - Anacamptis laxiflora f. albiflora (Guss.) F.M.Vázquez - Anacamptis laxiflora subsp. dielsiana (Soó) H.Kretzschmar, Eccarius & H.Dietr. - Anacamptis laxiflora subsp. dinsmorei (Schltr.) H.Kretzschmar, Eccarius & H.Dietr. | - Orchis laxiflora f. lengyelii Soó - Orchis laxiflora var. longibracteata Willk. - Orchis laxiflora f. longibracteata (Willk.) Soó - Orchis laxiflora f. micrantha (Domin) Asch. & Graebn. - Orchis laxiflora f. minor Bréb. - Orchis laxiflora var. paludosa Martrin-Donos - Orchis laxiflora var. persica Pau - Orchis laxiflora var. pocutica Zapal. - Orchis laxiflora var. tabernaemontani W.D.J.Koch - Orchis laxiflora f. zimmermannii Soó - Orchis mediterranea Ten. — недійсний - Orchis morio var. angustifolia L. - Orchis palustris subsp. laxiflora (Lam.) Batt. - Orchis palustris f. micrantha Domin - Orchis palustris subsp. pseudolaxiflora (Czerniak.) H.Baumann & R.Lorenz - Orchis papilionacea var. heroica (E.D.Clarke) P.Delforge - Orchis papilionacea subsp. heroica (E.D.Clarke) H.Baumann - Orchis pseudolaxiflora Czerniak. - Orchis tabernaemontani C.C.Gmel. - Paludorchis dinsmorei (Schltr.) P.Delforge - Paludorchis laxiflora (Lam.) P.Delforge - Paludorchis pseudolaxiflora (Czerniak.) P.Delforge - Vermeulenia papilionacea var. heroica (E.D.Clarke) Szlach. |